# Anno Domini Gospel Choir
L'Anno Domini Gospel Choir è un coro italiano interconfessionale di musica Gospel fondato nel 1993 a Torino dal suo attuale direttore, Aurelio Pitino. Il coro è diventato anche un'associazione nel 1997 con il nome "Associazione Anno Domini" che, oltre ai festival "Gospel Jubilee Festival" e "Anno Domini Multifestival", organizza soprattutto in Italia eventi di beneficenza, in collaborazione con associazioni che si occupano di ricerca contro le malattie.

## Storia
Il progetto nasce nel 1989 per opera del fondatore e direttore, Aurelio Pitino che, dopo la pubblicazione del primo album intitolato "Victory", il 4 ottobre 1993 fonda il coro "Anno Domini Gospel Choir".

## Formazione
Il coro è attualmente formato da 15 elementi, oltre al direttore, raggruppati in tre sezioni.
Direttore: Aurelio Pitino
Sezioni:
- Soprani
- Contralti
- Tenori

## Eventi
Nel giugno 2012, il direttore e tre "vocalist" del gruppo hanno cantato davanti a Papa Benedetto XVI in occasione del "Family Day" a Bresso (Milano). Nel marzo 2013 il coro si è esibito per l'evento mediatico "Sindone:i segni della Passione" nel Duomo di Torino.Nel 2014 hanno affiancato Raphael Gualazzi & The Bloody Beetroots nei brani "Liberi o no" e "Tanto ci sei" al Festival di Sanremo 2014.Il 1 dicembre 2019 hanno accompagnato Andrea Bocelli nel programma RAI2 Che tempo che fa condotto da Fabio Fazio, cantando il brano "Return to Love (Christmas Version).
Il coro promuove con cadenza annuale due raduni di artisti cristiani:
Gospel Jubilee Festival: organizzato per la prima volta nel 1998, il Gospel Jubilee Festival nasce come evento internazionale al fine di sviluppare la conoscenza del genere musicale gospel sia dal punto di vista didattico sia da quello di scambio culturale e musicale.
Anno Domini Multifestival: organizzato per la prima volta nel 2001, l'Anno Domini Multifestival è un raduno di artisti cristiani provenienti dall'Italia e dal resto del mondo che solitamente ha luogo nei mesi estivi nel Santuario di Oropa. A partire dal 2020, il festival è stato sospeso a causa della Pandemia di COVID-19.

## Discografia
- Anno Domini Gospel Choir (1997, Lancelot Records)
- Let Everything Praise Him! (2003, IGM Records)
- Open Your Heart_Live 2008 (2008, IGM Records)
- Jesus Christ Is The Way (2013, IGM Records)
- Christmas Spirit (2016, IGM Records)
- I believe in You (2023, IGM Records)